# 海桐叶木姜子
海桐叶木姜子（学名：Litsea pittosporifolia）为樟科木姜子属下的一个种。